# Elbeuf
Elbeuf – miejscowość i gmina we Francji, w regionie Normandia, w departamencie Sekwana Nadmorska. Przez miejscowość przepływa Sekwana. 
Według danych na rok 1990 gminę zamieszkiwały 16 604 osoby, a gęstość zaludnienia wynosiła 1017 osób/km² (wśród 1421 gmin Górnej Normandii Elbeuf plasuje się na 14. miejscu pod względem liczby ludności, natomiast pod względem powierzchni na miejscu 108.). W latach 1898−1926 w mieście działała sieć tramwajowa.